# Добрета
Добрета або Добрята, Добриня (лат. Daurentius, Dauritas) — вождь і полководець племен дакийських склавінів в другій половині VI століття.
В той час, венеди стали спільною етнічною основою для формування південних і західних слов'ян — склавинів, які розселилися від Балкан до Вісли, та антів — предків українців, які заселили територію між Дністром та Сіверським Дінцем, частина яких приблизно в той же час також переселилася за Дунай на Балкани.
Добрета очолював племена склавінів, що жили на Нижньому Дунаї в колишній Римський провінції Дакія та на теренах провінції Паннонія близько 570 року. Його ім'я в грецьких джерелах вказане як Δαυρέντιος або Δαυρίτας. Влада князя на підлеглі племена була обмежена радою «воєнначальників». Склавіни та анти на той час перебували під тиском орд аварів. 
Візантійський історик Менандр Протектор писав, що аварський каган Баян послав посольство, вимагаючи у Добрета і його слов'ян прийняти сюзеренітет аварського каганату і сплатити йому данину, бо знав, слов'яни накопичили величезні багатства після неодноразових нападів на візантійські провінцій на Балканах. Добрета відповів, що «ніхто не завоює нашу землю, ми переможемо їх...». 
Близько 578 року Баян організував військову кампанію проти склавінів. Число аварів, як зазначено в грецьких літописах, було 100 000. Вони перетнули Дунай і увірвалися на терени Візантійської імперії. Імператор Тиберій II уклав союз з ними і спрямував аварів проти склавінів. 
Після цього каган Баян увірвався потужною армією на терени склавинів у Дакії.